# Stadion Breite
Das Stadion Breite befindet sich, im gleichnamigen Stadtquartier Breite, in der Schweizer Stadt Schaffhausen im Kanton Schaffhausen. Es war bis Dezember 2016 Heimstätte des Fussballclubs FC Schaffhausen. Das Fussballstadion wurde 1950 gebaut und ist im Besitz der Stadt Schaffhausen. Die Kapazität beträgt insgesamt 7'300 Plätze. Davon sind 1'028 gedeckte Sitzplätze, 262 ungedeckte Sitzplätze und 6'010 ungedeckte Stehplätze. Die Spielfläche besteht aus Naturrasen.

## Geschichte
1970 wurde das erste inoffizielle Länderspiel der Schweizer Fussballnationalmannschaft der Frauen auf der Breite gegen Österreich durchgeführt. Die Schweizerinnen besiegten in senfgelben Trikots mit kurzfristig aufgenähtem Schweizerkreuz das Team aus dem Nachbarland mit 9:0.
Im Januar 2017 wurde als Ersatz der LIPO Park Schaffhausen mit einer Kapazität von 8'000 Sitzplätzen eröffnet.
Am 4. Dezember 2016 trug der FC Schaffhausen sein letztes Heimspiel im Stadion Breite aus. Im Kellerduell unterlag der FCS vor 2'002 Zuschauern gegen den FC Chiasso mit 1:2 (1:1).